# San Diego Open 1996 - Doppio
Il doppio del San Diego Open 1996 è stato un torneo di tennis facente parte del WTA Tour 1996.
Gigi Fernández e Nataša Zvereva erano le detentrici del titolo, ma solo la Fernández ha partecipato in coppia con Conchita Martínez.
La Fernández e la Martínez hanno battuto in finale 4–6, 6–3, 6–4 Larisa Neiland e Arantxa Sánchez Vicario.

## Teste di serie
1. Larisa Neiland /  Arantxa Sánchez Vicario (finale)
2. Gigi Fernández /  Conchita Martínez (campionesse)
3. Lisa Raymond /  Rennae Stubbs (semifinali)
4. Elizabeth Smylie /  Linda Wild (primo turno)

## Tabellone

### Legenda
| - Q = Qualificato - WC = Wild card - LL = Lucky loser | - ALT = Alternate - SE = Special Exempt - PR = Protected Ranking | - w/o = Walkover - r = Ritirato - d = Squalificato |